# Banda (Maharashtra)
Banda es una ciudad censal situada en el distrito de Sindhudurg en el estado de Maharashtra (India). Su población es de 6611 habitantes (2011). Se encuentra a 108 km de Kolhapur.

## Demografía
Según el censo de 2011 la población de Banda era de 6611 habitantes, de los cuales 3342 eran hombres y 3269 eran mujeres. Banda tiene una tasa media de alfabetización del 93%, superior a la media estatal del 82,34%: la alfabetización masculina es del 93,67%, y la alfabetización femenina del 88,21%.